# Вільям Вірт
Вільям Вірт (англ. William Wirt; 8 листопада 1772 — 18 лютого 1834, Вашингтон, округ Колумбія, США) — американський політичний діяч, Генеральний прокурор США.
Обіймав посаду Генерального прокурора США з 13 листопада 1817 по 4 березня 1829. Був кандидатом на пост президента Сполучених Штатів від антимасонської партії на виборах 1832 року.
На його честь названий округ Вірт (Західна Вірджинія).